# Таггарт, Джерри
Джеральд Таггарт (англ. Gerald Taggart; род. 18 октября 1970, Белфаст) — североирландский футболист, защитник.

## Карьера

### Клубная карьера
Во взрослом футболе дебютировал в 1989 году в английском клубе «Манчестер Сити», за который выступал на протяжении первого сезона своей игровой карьеры.
В 1990 году на следующие пять сезонов присоединился к команде клуба «Барнсли», а затем стал выступать за «Болтон Уондерерс». Вместе с клубом Таггарту удалось одержать победу в Первом дивизионе Футбольной лиги в сезоне 1996/97. В 1998 году стал выступать за «Лестер Сити», с которым уже в следующем сезоне завоевал Кубок Английской футбольной лиги. В 2004 году подписал контракт с командой «Сток Сити», в составе которой выступал сезоном ранее на правах аренды.
Завершил карьеру футболиста в 2007 году в клубе «Тамуэрт».

### Карьера в сборной
В 1990 году дебютировал в официальных матчах в составе национальной сборной Северной Ирландии по футболу. В 1998 году он был временно отстранён от игры в национальной команде тренером Лори Макменеми, однако, спустя 21 месяц, новый тренер сборной Сэмми Макилрой вернул его в команду.
Последний матч Таггарта за сборную состоялся 18 августа 2003 года, после чего он завершил международную карьеру.

### Тренерская карьера
13 сентября 2007 года Таггарт стал работать в тренерском штабе своего бывшего клуба «Лестер Сити» под руководством Гари Мегсона. 25 октября 2007 года, после ухода Мегсона из команды, он, совместно с Фрэнком Берроузом, стал исполнять обязанности главного тренера клуба.
Таггарт покинул «Лестер Сити» 10 июня 2010 года, став помощником главного тренера клуба «Олдем Атлетик».

## Достижения
«Болтон Уондерерс»
- Победитель Первого дивизиона Футбольной лиги: 1996/97

«Лестер Сити»
- Обладатель Кубка Английской футбольной лиги: 1999/2000[10]